# Îles Rennell
Pour les articles homonymes, voir Rennell.
Les îles Rennell (en espagnol : Islas Rennell alias Islas Alikhoolip) forment un groupe d'îles inhabitées faisant partie de l'archipel de la Reine Adélaïde, situées dans le sud du Chili au nord du détroit de Magellan. Elles sont administrativement rattachées à la région de Magallanes et de l'Antarctique chilien, en Patagonie chilienne ; elles font partie de la réserve nationale Alacalufes.

## Géographie

### Situation et caractéristiques physiques
Il s'agit d'un groupe de deux presqu'îles reliées par un isthme si étroit qu'elles sont pratiquement considérées comme des îles, nommées Isla Rennell Norte et Isla Rennell Sur. 
Elles sont totalement rocheuses. La plus grosse, au sud, a une superficie de 339,7 km2 et culmine à 1 220 mètres d'altitude ; la seconde, au nord, a une superficie de 303 km2.